# شهداء أوترانتو
شهداء أوترانتو حسب الصيغة الرسمية في المسيحية، هم مجموعة من 800 شخص ترأسهم أنطونيو بريمالدي، من سكان منطقة سالينتينا في أوترانتو، في جنوب إيطاليا. قتلوا في 17 أغسطس 1480 على يد جند الدولة العثمانية توجيهًا من أحمد باشا، لرفضهم اعتناق الإسلام، بعد سيطرة الدولة العثمانية على منطقتهم. وقد أعلن قداستهم البابا فرنسيس في ساحة القديس بطرس في الفاتيكان يوم 12 مايو 2013.

## الرواية
في 28 يوليو 1480، حاصرت أوترانتو قوة عثمانية مؤلفة من حوالي 18000 جندي، وفي 11 أغسطس بعد 15 يومًا من الحصار سقطت القلعة نتيجة القصف المدفعي ودخلها الجند العثمانيون، وأمر قائد الحملة أحمد باشا بهدمها. كذلك فقد قرر أحمد باشا إعدام جميع الرجال من خمسة عشر عامًا ففوق، واتخذ من النساء والأطفال رقيقًا وإماء، بلغ عدد القتلى في المدينة 12.000 أما المسترقين فنحو 5000. أقلية من سكان المدينة، استطاعت اللجوء إلى كاتدرائية المدينة للصلاة ومعهم رئيس الأساقفة ستيفانو بندللي، فأمرهم أحمد باشا بالخروج من الكنيسة واعتناق الإسلام، وإذ أبوا ذلك، أمر باقتحام الكنيسة وتحويلها إلى اسطبل خيول، كما أمر بإعدام رئيس الأساقفة بداية بأن قسّم جسده إلى أقسام ووضع رأسه على حربة طاف بها في شوارع المدينة، وفي 14 أغسطس قرر إعدام جميع من كان في الكاتدرائية على تلة مينيرفا، وتوزعت عمليات الإعدام بين الذبح والشنق.

## مراحل دعوى التطويب
بدأت مراحل دعوة التطويب عام 1539، وانتهت في 14 ديسمبر عام 1771 حين أعلنهم البابا كليمنت الرابع عشر طوباويين وحدد منهم ثمانية عشر شخصية هم الذين ذبِحوا على تلّة مينيرفا، ومنذُ ذلك الحين أصبحوا شفعاء البلدة. أعيد فتح الدعوى من قبل رئيس أساقفة أوترانتو في 6 يلوليو 2007، على عهد بندكت السادس عشر، وقد صادق عليها البابا في 20 ديسمبر 2012، وحدد في 11 فبراير 2013 تاريخ الاحتفال بالإعلان، قبل أن يقوم به خليفته فرنسيس.